# Basket-ball aux Jeux olympiques de la jeunesse de 2014
Navigation
Édition précédente Édition suivante
Les épreuves de basket-ball aux jeux olympiques de la jeunesse d'été de 2014 ont lieu au Wutaishan Sports Center de Nankin, en Chine, du 18 au 26 août 2014.

## Qualification
Chaque CNO peut qualifier deux équipes, une équipe de quatre joueurs de chaque sexe
Pour participer, les athlètes doivent être nés entre le 1er janvier 1996 et le 31 décembre 1997 et doivent avoir participé à une compétition de 3x3 organisée par la FIBA entre le 1er avril 2013 et le 8 juin 2014.

### Garçons
| Compétition                           | Lieu     | Date                 | Total Places | Qualifiés |
| ------------------------------------- | -------- | -------------------- | ------------ | --- |
| Organisateur                          | -        | -                    | 1            | Chine |
| Championnat du monde U18 3x3 2013 ,   | Jakarta  | 26–29 septembre 2013 | 3            | Argentine France Russie                                                                                                   |
| 2013 3x3 World Tour Final,            | Istanbul | 4–5 octobre 2013     | 3            | Roumanie Slovénie Venezuela                                                                                               |
| FIBA 3x3 National Federation Ranking, | -        | 1er juin 2014        | 13           | Andorre Brésil Allemagne Guatemala Hongrie Indonésie Lituanie Nouvelle-Zélande Pologne Porto Rico Espagne Tunisie Uruguay |
| TOTAL                                 |          |                      | 20           | |

### Filles
| Compétition                           | Lieu     | Date                 | Total Places | Qualifiés |
| ------------------------------------- | -------- | -------------------- | ------------ | --- |
| Organisateur                          | -        | -                    | 1            | Chine |
| Championnat du monde U18 3x3 2013 ,   | Jakarta  | 27–29 septembre 2013 | 3            | Estonie Espagne États-Unis                                                                                       |
| 2013 3x3 World Tour Final,            | Istanbul | 4–5 octobre 2013     | 3            | Roumanie Slovénie Venezuela                                                                                      |
| FIBA 3x3 National Federation Ranking, | -        | 1er juin 2014        | 13           | Andorre Belgique Brésil Taipei chinois Tchéquie Égypte Allemagne Guam Hongrie Indonésie Pays-Bas Syrie Thaïlande |
| TOTAL                                 |          |                      | 20           | |

## Format

### Garçons
| Groupe A   | Groupe B         |
| ---------- | ---------------- |
| Hongrie    | Andorre          |
| Allemagne  | Espagne          |
| Uruguay    | Brésil           |
| Lituanie   | Roumanie         |
| Pologne    | Nouvelle-Zélande |
| France     | Guatemala        |
| Porto Rico | Venezuela        |
| Indonésie  | Argentine        |
| Chine      | Tunisie          |
| Slovénie   | Guam             |

### Filles
| Groupe A  | Groupe B       |
| --------- | -------------- |
| Hongrie   | Belgique       |
| Espagne   | Andorre        |
| Allemagne | Taipei chinois |
| Brésil    | Tchéquie       |
| Pays-Bas  | États-Unis     |
| Chine     | Roumanie       |
| Estonie   | Inde           |
| Venezuela | Égypte         |
| Syrie     | Thaïlande      |
| Slovénie  | Russie         |

## Programme
Le programme est le suivant :
Les horaires sont ceux de Chine (UTC+8)
| Date    | Jour     | Début | Compétition |
| ------- | -------- | ----- | --- |
| 18 août | Lundi    | 17:00 | Tournoi garçon : match de groupe Tournoi fille : match de groupe                                                                          |
| 19 août | Mardi    | 17:00 | Tournoi garçon : match de groupe Tournoi fille : match de groupe                                                                          |
| 20 août | Mercredi | 17:00 | Tournoi garçon : match de groupe Tournoi fille : match de groupe                                                                          |
| 21 août | Jeudi    | 19:30 | Concours de dunk garçon Concours de tir fille                                                                                             |
| 22 août | Vendredi | 17:00 | Tournoi garçon : match de groupe Tournoi fille : match de groupe                                                                          |
| 23 août | Samedi   | 17:00 | Tournoi garçon : match de groupe Tournoi fille : match de groupe                                                                          |
| 24 août | Dimanche | 17:00 | Tournoi garçon : match de groupe Tournoi fille : match de groupe                                                                          |
| 25 août | Lundi    | 17:00 | Tournoi garçon : 1/8e de finale Tournoi fille : 1/8e de finale Tournoi garçon : 1/4 de finale Tournoi fille : 1/4 de finale               |
| 26 août | Mardi    | 17:30 | Tournoi garçon : 1/2 finales Tournoi fille : 1/2 finales Tournoi garçon : finale et petite finale Tournoi fille : finale et petite finale |

## Compétitions
| Compétition              | Or                                                                              | Argent                                                               | Bronze                                                                                   |
| ------------------------ | ------------------------------------------------------------------------------- | -------------------------------------------------------------------- | ---------------------------------------------------------------------------------------- |
| Tournoi garçons          | Lituanie Justas Vazalis Kristupas Žemaitis Jonas Lekšas Martynas Sajus          | France Élie Fedensieu Teddy Cheremond Karim Mouliom Lucas Dussoulier | Argentine Juan Pablo Lugrin Jose Vildoza Rodrigo Gerhardt Michel Divoy                   |
| Tournoi filles           | États-Unis Arike Ogunbowale Napheesa Collier Katie Lou Samuelson Dejanae Boykin | Pays-Bas Fleur Kuijt Janis Ndiba Esther Fokke Charlotte Van Kleef    | Espagne Laia Flores Costa Helena Orts I Martinez Ana Calvo Diaz Lucía Togores Carpintero |
| Concours de dunk garçons | Karim Mouliom                                                                   | Ziga Lah                                                             | Fu Lei                                                                                   |
| Concours de tir filles   | Lucia Togores Carpintero                                                        | Ela Micunovic                                                        | Katie Lou Samuelson                                                                      |

## Tableau des médailles
| Rang  | Nation | Or | Argent | Bronze | Total |
| ----- | ------ | -- | ------ | ------ | ----- |
| 1     |        |    |        |        |       |
| Total |        |    |        |        |       |